# Пасенченко-Демиденко Пилип Іванович
Пилип Іванович Пасенченко-Демиденко (1900, село Леськи Київської губернії, тепер Черкаського району Черкаської області — ?) — український радянський партійний діяч, голова Херсонського облвиконкому. Депутат Верховної Ради УРСР 2-го скликання.

## Біографія
Народився у родині селянина-бідняка. У 1919 році брав участь у боротьбі з військами генерала Денікіна.
У 1921—1923 роках — член земельної комісії, голова волосного комітету бідноти в селі Леськи. У 1923—1924 роках — заступник голови виконавчого комітету Леськівської районної ради Київської губернії.
Член РКП(б) з 1924 року.
З 1924 року — студент вищих кооперативних курсів в місті Харкові. У 1927—1930 роках — в апараті Черкаського районного комітету КП(б)У.
У 1930—1936 роках — в органах ОДПУ-НКВС УРСР.
У 1936—1937 роках — секретар районного комітету КП(б)У.
У листопаді (затв.) 1938 — 1939 року — завідувач радянсько-торгового відділу Миколаївського обласного комітету КП(б)У.
У 1939—1940 роках — завідувач сільськогосподарського відділу Миколаївського обласного комітету КП(б)У.
У січні 1940—1941 роках — заступник голови виконавчого комітету Миколаївської обласної ради депутатів трудящих.
У 1941—1944 роках — на політичній роботі в Червоній армії: член оперативної групи при Військовій раді 37-ї армії Південного фронту з листопада 1941 до серпня 1942; член оперативної групи при Військовій раді 18-ї армії Північно-Кавказького фронту; заступник начальника армійського госпіталю по політичній частині. Учасник німецько-радянської війни.
У квітні 1944 — вересні 1950 року — заступник голови (в.о. голови), голова (затверджений в червні 1945 року) виконавчого комітету Херсонської обласної ради депутатів трудящих.

## Звання
- батальйонний комісар
- майор

## Нагороди
- орден Леніна (23.01.1948)
- орден Вітчизняної війни 2-го ст. (1945)
- орден Червоної Зірки (16.10.1943)
- медаль «За оборону Кавказу»
- медаль «За перемогу над Німеччиною у Великій Вітчизняній війні 1941—1945 рр.» (1945)
- медаль «За доблесну працю у Великій Вітчизняній війні 1941—1945 рр.» (1945)
- медалі